# Сломер
Сломер (болг. Сломер) — село в Болгарии. Находится в Великотырновской области, входит в общину Павликени. Население составляет 412 человек.

## Политическая ситуация
В местном кметстве Сломер, в состав которого входит Сломер, должность кмета (старосты) исполняет Асен Атанасов Филипов (коалиция в составе 3 партий: движение «Георгиев день», Союз демократических сил (СДС), болгарский демократический союз «Радикалы») по результатам выборов правления кметства.
Кмет (мэр) общины Павликени — Ангел Иванов Генов (коалиция в составе 2 партий: Политический клуб «Экогласность», Земледельческий союз Александра Стамболийского (ЗСАС)) по результатам выборов в правление общины.